# District de Laufenburg
Le district de Laufenburg est un district du canton d'Argovie qui compose, avec celui de Rheinfelden, la région du Fricktal. 
Le district compte 18 communes pour une superficie de 156,72 km² et une population de 35 808 habitants (en 2022).

## Communes
| Nom            | N° OFS | Population (décembre 2022) |
| -------------- | ------ | -------------------------- |
| Böztal         | 4185   | 2 755                      |
| Eiken          | 4161   | +002 409,                  |
| Frick          | 4163   | +005 718,                  |
| Gansingen      | 4164   | +001 079,                  |
| Gipf-Oberfrick | 4165   | +003 802,                  |
| Herznach-Ueken | 4186   | +002 477,                  |
| Kaisten        | 4169   | +002 824,                  |
| Laufenburg     | 4170   | +003 688,                  |
| Mettauertal    | 4184   | +002 101,                  |
| Münchwilen     | 4172   | +001 034,                  |
| Oberhof        | 4173   | +000576,                   |
| Oeschgen       | 4175   | +001 150,                  |
| Schwaderloch   | 4176   | +000703,                   |
| Sisseln        | 4177   | +001 684,                  |
| Wittnau        | 4181   | +001 385,                  |
| Wölflinswil    | 4182   | +001 029,                  |
| Zeihen         | 4183   | +001 220,                  |
| Total          | Total  | +035 808,                  |